# La Chapelle-Grésignac
La Chapelle-Grésignac település Franciaországban, Dordogne megyében. Lakosainak száma 102 fő (2022. január 1.). La Chapelle-Grésignac Champagne-et-Fontaine, Saint-Martial-Viveyrol, Nanteuil-Auriac-de-Bourzac és Cherval községekkel határos.

## Népesség
A település népességének változása:
| Lakosok száma | 165  | 136  | 126  | 136  | 113  | 107  | 108  | 104  | 102  | 102  |
|               | 1968 | 1982 | 1990 | 2006 | 2013 | 2015 | 2017 | 2019 | 2020 | 2022 |